# Prvenstvo NSO Šibenik 1973./74.
Prvenstvo Nogometnog saveza općine Šibenik je bila liga petog ranga natjecanja nogometnog prvenstva Jugoslavije u sezoni 1973./74. 
 
Sudjelovalo je 11 klubova, a prvak je bio "DOŠK" iz Drniša.

## Ljestvica
| mj. | klub              | ut. | pob. | ner. | por. | gol+ | gol- | bod |
| --- | ----------------- | --- | ---- | ---- | ---- | ---- | ---- | --- |
| 1.  | DOŠK Drniš        | 20  | 16   | 1    | 3    | 49   | 22   | 33  |
| 2.  | Polet Zablaće     | 20  | 14   | 3    | 3    | 64   | 22   | 31  |
| 3.  | Rudar Siverić     | 20  | 14   | 2    | 4    | 69   | 43   | 30  |
| 4.  | Aluminij Lozovac  | 20  | 10   | 5    | 5    | 48   | 30   | 25  |
| 5.  | Bukovica Kistanje | 20  | 9    | 4    | 7    | 47   | 32   | 22  |
| 6.  | SOŠK Skradin      | 20  | 7    | 6    | 7    | 48   | 36   | 20  |
| 7.  | Kričke            | 19  | 7    | 1    | 11   | 36   | 52   | 15  |
| 8.  | Mladost Tribunj   | 19  | 6    | 2    | 11   | 24   | 42   | 14  |
| 9.  | Razvitak Unešić   | 19  | 3    | 5    | 11   | 28   | 53   | 11  |
| 10. | 22. decembar Knin | 19  | 2    | 5    | 12   | 34   | 73   | 9   |
| 11. | Vodice            | 20  | 3    | 3    | 14   | 22   | 64   | 9   |

- Zablaće danas dio Šibenika
- ljestvica bez rezultata 2 utakmice

## Rezultatska križaljka
| kratica | klub              | 22D | ALU | BUK | DOŠK | KRI | MLA | POL | RAZ | RUD | SOŠK | VOD      |
| --- | ----------------- | --- | --- | --- | ---- | --- | --- | --- | --- | --- | ---- | -------- |
| 22D | 22. decembar Knin |     |     |     |      |     | 4:0 |     |     |     |      |          |
| ALU | Aluminij Lozovac  |     |     |     |      |     |     |     |     |     |      |          |
| BUK | Bukovica Kistanje |     |     |     |      |     |     |     |     | 4:5 |      |          |
| DOŠK | DOŠK Drniš        | 4:1 | 1:1 | 3:1 |      |     |     |     |     |     |      |          |
| KRI | Kričke            |     |     |     |      |     |     |     |     |     |      |          |
| MLA | Mladost Tribunj   |     |     |     |      |     |     |     |     | 2:4 |      |          |
| POL | Polet Zablaće     |     |     |     |      |     | 5:0 |     |     |     | 0_0  |          |
| RAZ | Razvitak Unešić   |     | 2:5 |     |      |     |     |     |     | 3:2 |      | 3:0 p.f. |
| RUD | Rudar Siverić     |     |     |     |      |     |     |     |     |     |      |          |
| SOŠK | SOŠK Skradin      |     |     |     |      | 6:1 |     |     |     |     |      |          |
| VOD | Vodice            |     |     |     |      | 5:0 |     |     |     |     | 0:8  |          |
| |                   |     |     |     |      |     |     |     |     |     |      |          |
| podebljan rezultat - utakmice od 1. do 11. kola (1. utakmica između klubova) rezultat normalne debljine - utakmice od 12. do 22. kola (2. utakmica između klubova) rezultat nakošen - nije vidljiv redoslijed odigravanja međusobnih utakmica iz dostupnih izvora rezultat nakošen i smanjen * - iz dostupnih izvora nije uočljiv domaćin susreta prekrižen rezultat - poništena ili brisana utakmica p - utakmica prekinuta 3:0 p.f. / 0:3 p.f. - rezultat 3:0 bez borbe |                   |     |     |     |      |     |     |     |     |     |      |          |

 Izvori: 